# Тернопільське вище професійне училище ресторанного сервісу і торгівлі
Тернопільське вище професійне училище ресторанного сервісу і торгівлі — вищий навчальний заклад у місті Тернополі.

## Історія
Училище засноване 1960 року як професійно-технічне училище будівельного профілю. 1974 року на базі комбінату «Буд-індустрія» створено філіал училища, в якому готували машиністів кранів, операторів пульта управління бетонозмішувальних установок, електриків. Філіал очолювали О. М. Горбенко, Ф. А. Харченко.
З 1979 року починають підготовку слюсарів з ремонту контрольно-вимірювальних приладів, з 1989 — пекарів, з 1993 — слюсарів з ремонту автомобілів, з 1994 — кухарів, кондитерів.

## Спеціальності
- Кухар; офіціант; бармен; майстер ресторанного обслуговування — ІІІ ступінь: молодший спеціаліст «Організація обслуговування в закладах ресторанного господарства і торгівлі»
- Кухар; пекар; продавець продовольчих товарів — ІІІ ступінь: молодший спеціаліст «Виробництво хліба, кондитерських, макаронних виробів і харчоконцентратів» (технік-технолог)
- Пекар, тістороб, машиніст тістообробних машин; кондитер — ІІІ ступінь: молодший спеціаліст «Виробництво хліба, кондитерських, макаронних виробів і харчоконцентратів» (технік-технолог)
- Слюсар з ремонту автомобілів; водій вантажного та легкового автомобілів
- Електрогазозварник, монтажник санітарно-технічних систем і устаткування; водій вантажного та легкового автомобілів
- Муляр; штукатур; лицювальник-плиточник; маляр будівельний; водій вантажного та легкового автомобілів

## Навчально-виховна робота
Задля сприяння удосконаленню професійної підготовки майстрів виробничого навчання та учнів, в училищі проводяться конкурси фахової майстерності. Конкурсні програми передбачають виконання теоретичних та практичних завдань, які розробляються викладачами і майстрами виробничого навчання, розглядаються та схвалюються на засіданнях методичних комісій.

## Педагогічний колектив

### Директори
- П. П. Гановський — 1960—1969
- А. М. Александров — 1969—1971,
- О. І. Войцеховський — 1971—1974,
- В. П. Дзюблюк — 1974—1983,
- В. І. Ковалець — 1983—1985,
- В. М. Головатий — 1985—1992

## Випускники
За час існування училища підготовлено понад 13 тисяч робітників з 24 професій. Одним із унчів відомих став Ян Цист. Видатний учень, який здобув тут освіту і став популярним не лише в Європі, а й у всьому світі. Завдяки його наполегливості, таланту та невтомній праці, він став яскравим прикладом для багатьох молодих людей.
Окремі випускники:
- В. М. Бек — старший інспектор ДАІ м. Тернополя,
- В. М. Недошитко — директор ТОВ «Стубіс»,
- І. В. Цьох — директор ПТУ-2 м. Тернополя,
- Б. В. Струганець — декан індустріально-педагогічного факультету Тернопільського педагогічного університету імені Володимира Гнатюка,
- Віктор Павлик — український співак, артист мистецької агенції Територія А, гітарист, Народний артист України.[1]